# 浪漫殺手自由人
《浪漫殺手自由人》（英語：Killer's Romance）是1990年上映的一部香港動作電影，由高飛自編自導自演，由任达华、王祖賢、高飛、鹿村泰祥和劉兆銘主演。1990年5月17日在香港上映。

## 劇情
二代目是一個日本山口組的殺手兼自由人，但這時會長卻被殺，會長身邊的保鏢要求會長義子二代目好好地安葬會長，二代目決定要好好地為義父報仇。
另一方，在英國留學的女子阿珍因為目睹自由人槍殺山口組的仇家捲入黑幫之事，但自由人卻留她活口，此後二人關係越來越好。
唐人街首領大窿的二窿，他為殺死會長的兇手，得知此事的自由人，發誓要殺死他為義父報仇……

## 人物角色
| 演員     | 角色   | 粵語配音 | 備註／關係                                         |
| 任達華   | 二代目 | 黃志成   | 日本山口組的殺手自由人                             |
| 王祖賢   | 阿珍   |          | 留學英國的女學生                                   |
| 高飛     | 二窿   | 盧雄     | 反派，和山口組副會長合作殺死山口組會長，二代目天敵 |
| 鹿村泰祥 | 吉川   | 黃子敬   | 大反派，日本山口組副會長                           |
| 劉兆銘   | 大窿   | 源家祥   | 唐人街頭號首領                                     |
| 石田憲一 | Ken    | 鄧榮銾   | 日本山口組成員                                     |
| 陳鳳芝   |        | 盧素娟   | Ken的姐姐                                          |
| 蕭玉龍   | 警察   | 馮永和   |                                                    |
| 白彪     |        |          |                                                    |

## 發行
1990年5月17至30日於香港上映共14天。

## 原著
本片實為改篇自日本漫畫《哭泣殺神》，在同年，亦有其他香港電影公司拍攝的另一個改編版本上映，片名為《紅場飛龍》 ，導演為霍耀良，由許冠傑，張曼玉等主演。